# Univers Zéro
Univers Zéro o Univers Zero es una banda belga de rock perteneciente al rock experimental, con toques del instrumental, "chamber rock", originaria de Bruselas, conocida por interpretar música oscura relacionada con la música de cámara del siglo XX. Fue fundada en 1974 por el guitarrista y compositor (autodidacta) Roger Trigaux y el percusionista, también compositor autodidacta Daniel Denis. Durante una parte de su carrera, formaron parte del movimiento Rock in Opposition, cuyos grupos componían música totalmente opuesta al punk, al disco y el pop que lideraba las listas de ventas a comienzos de los años '80. Actualmente Univers Zéro es considerado un grupo de culto, y su material discográfico es parte de coleccionistas.
Sus primeros álbumes son acústicos en su totalidad, aunque sus lanzamientos más recientes incorporan guitarras eléctricas. En 1977 editaron su primer álbum, Univers Zero - 1313*, en el que se presenta un rock pesado, denso a pesar de ser un disco enteramente acústico. Su siguiente disco, Heresie, significó una consolidación del sonido de la banda. Los restantes álbumes, a pesar de ser más eléctricos, reducen ligeramente la pesadez de sus dos trabajos antecesores al incluir instrumentos como la guitarra eléctrica o el sintetizador.
En 1987, la banda decidió separarse, pero volvió a formarse en 1999 y el grupo se reforma por segunda vez con su sexto álbum de estudio "The Hard Quest".

## Discografía

### Álbumes de estudio
- 1977: "Univers Zéro" (también llamado, en ediciones posteriores "1313" ) (Atem, Cuneiform Records)
- 1979: "Heresie" (Cuneiform Records)
- 1981: "Ceux du Dehors" (Recommended Records)
- 1984: "Uzed" (Cuneiform Records)
- 1986: "Heatwave" (Cuneiform Records)
- 1999: "The Hard Quest" (Cuneiform Records)
- 2002: "Rhythmix" (Cuneiform Records)
- 2004: "Implosion" (Cuneiform Records)
- 2010: "Clivages" (Cuneiform Records)
- 2014: "Phosphorescent Dreams" (Arcàngelo)
- 2023: "Lueur" (Sub Rosa)

### EPs
- 1981: "Triomphe des Mouches" (edición especial)
- 1983: "Crawiling Wind"

### Recopilaciones
- 2006: "Live"
- 2009: "Relaps Archives 1984-1986"